# Свети Илия (Банско)
Вижте пояснителната страница за други значения на Свети Илия.
„Свети Илия“ е българска късносредновековна църква на около 6 km югоизточно от град Банско, България.

## Местоположение
Намира се вдясно от пътя за Добринище, сред полето на Разложката котловина.

## Архитектура
В архитектурно отношение църквата е малка еднокорабна и едноапсидна сграда, характерна за периода XV – XVII век. Размерите на вътрешността ѝ са 6,60 х 2,60 m. Основите на храма са широки 0,80 m и са изградени от ломени камъни, слепени с хоросан. Стените са срутени и на места са високи до 0,60 m.